# رود کامو
رود کامو (به ژاپنی: 鴨川 Kamo-gawa) رودی است که به رود یودو می‌ریزد. این رود از استان کیوتو در کشور ژاپن می‌گذرد. طول آن ۳۱ کیلومتر (۱۹ مایل) است.